# Привітне (зупинний пункт)
Приві́тне — пасажирський залізничний зупинний пункт Шевченківської дирекції Одеської залізниці.
Розташований неподалік від села Привітне, Золотоніський район Черкаської області на лінії Оржиця — Золотоноша I між станціями Пальміра (5 км) та Мехедівка (8 км).
На платформі зупиняються приміські поїзди.